# Valemax
Valemax consiste em uma classe de embarcações composta por navios-graneleiros (VLOC) especialmente projetados para transportar grandes quantidades de minério de ferro extraídos no Brasil, transportando-os principalmente para grandes portos asiáticos. A partir dessas instalações, o material é levado até unidades industriais na China, onde é utilizado na fabricação de aço.
Esses navios foram concebidos pela multinacional brasileira Vale S.A., uma das maiores mineradoras do mundo, e foram construídos por estaleiros na China, Coreia do Sul e Japão.

## Características
As embarcações da classe Valemax estão entre as maiores embarcações do mundo, apresentando comprimento total de mais de 360 metros e capacidade de carregamento de mais de 380.000 toneladas de minério de ferro, podendo alcançar até 400.000 toneladas caso os portos estejam aptos a receber as embarcações com plena carga. Elas foram projetadas para reduzir os custos de transporte de minério de ferro e para aumentar a eficiência do transporte, pois podem carregar muito mais carga do que navios convencionais de mesmo tamanho.
Devido ao enorme tamanho dessas embarcações há pouquissimos portos no mundo aptos à receber tais embarcações, em virtude das necessidades de grande dimensionamento dos berços para atracamento e demanda de elevada profundidade por conta do imenso calado apresentado por esses navios. 

## Histórico
Os primeiros navios Valemax foram encomendados em 3 de agosto de 2008, quando a Vale assinou contrato com o construtor naval chinês Jiangsu Rongsheng Heavy Industries (RSHI) para a construção de doze navios transportadores de minério de 400 mil toneladas. O desenvolvimento teria começado em 2007. O contrato, no valor de US$ 1,6 bilhão, foi o maior contrato de construção naval do mundo em tonelagem de porte bruto. 

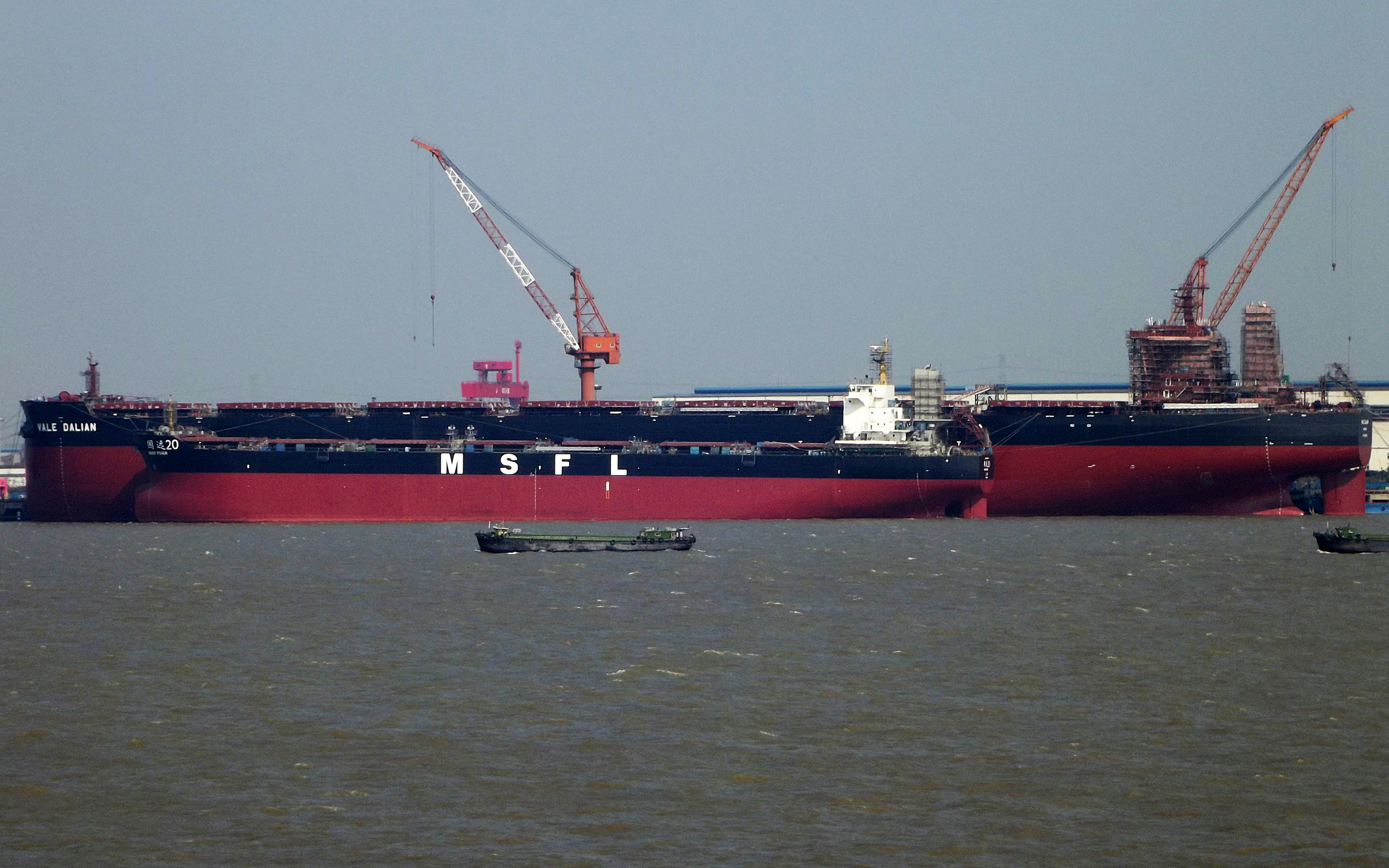
Embarcação da classe Valemax

O primeiro navio Valemax construído na China, Vale China, foi lançado no estaleiro Nantong em 9 de julho de 2011 e entregue em 25 de novembro de 2011. Embora se esperasse que o primeiro navio Valemax construído na China fizesse escala em um porto chinês em sua viagem inaugural, o navio foi desviado para o novo centro de transbordo que a Vale havia construído nas Filipinas. 
O segundo navio Valemax construído pela RSHI para a Vale (Vale Dongjiakou) foi entregue em 9 de abril de 2012, o terceiro (Vale Dalian) em 20 de maio, o quarto (Vale Hebei) em 28 de setembro, o quinto (Vale Shandong) em 7 de dezembro de 2012, o sexto (Vale Jiangsu) em 23 de março de 2013, o sétimo (Vale Caofeidian) em 22 de julho de 2013, o oitavo (Vale Lianyungang) em 22 de novembro 2013, o nono (Ore Majishan; renomeado antes da entrega) em 11 de julho de 2014, o décimo (Ore Tianjin; renomeado antes da entrega) em 18 de outubro de 2014, e o décimo primeiro (Ore Rizhao; renomeado antes entrega) em 15 de dezembro de 2014. O décimo segundo e último navio Valemax do pedido original da Vale, Ore Ningbo (renomeado antes da entrega), foi entregue em 23 de janeiro de 2015. 
Em 2 de novembro de 2008, a Oman Shipping Company assinou um acordo-quadro com a RSHI para a construção de quatro navios de 400 mil toneladas para transportar minério de ferro do Brasil para o porto de Sohar, em Omã , onde a Vale deverá abrir uma usina siderúrgica em um futuro próximo. O contrato de construção naval, no valor de US$ 483 milhões, foi assinado em julho de 2009. Inicialmente os navios seriam denominados Jazer, Yanqul, Al Kamil e Wafi, mas em vez disso serão denominados Vale Liwa, Vale Sohar, Vale Shinas e Vale Saham. A cerimônia de corte do aço dos dois primeiros navios foi realizada em 8 de julho de 2010 e eles foram lançados em 19 de março de 2012. Vale Liwa entrou em serviço em agosto de 2012, seguido por Vale Sohar em setembro de 2012, Vale Saham em janeiro 2013, e Vale Shinas em março de 2013. Os navios teriam recebido reforço adicional devido ao incidente do Vale Beijing. Os navios construídos para a Oman Shipping Company foram posteriormente removidos do registro Det Norske Veritas e transferidos para outras sociedades de classificação, como American Bureau of Shipping e Lloyd's Register.
Em 26 de outubro de 2009, a Vale encomendou quatro navios Valemax à construtora naval sul-coreana Daewoo Shipbuilding & Marine Engineering (DSME) por US$ 460 milhões. Outros três navios foram encomendados à DSME em julho de 2010, elevando o pedido total para sete navios Valemax de 400.000 toneladas. Apesar de receber o pedido depois do estaleiro chinês, a DSME lançou o primeiro transportador de minério da classe Valemax, o Vale Brasil, em 31 de dezembro de 2010 e entregou o navio à Vale em março de 2011. 

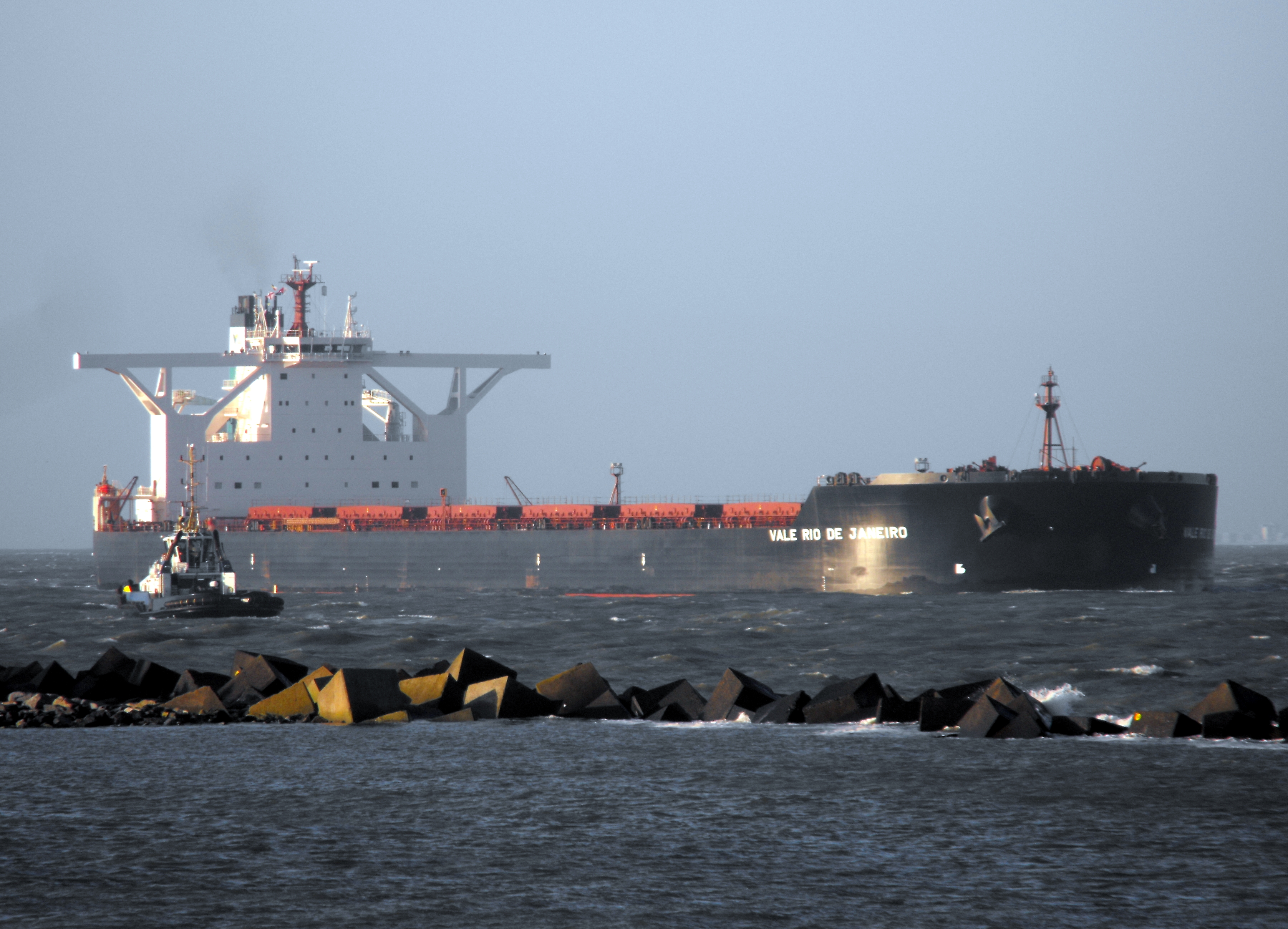
Navio Vale Rio de Janeiro

O Vale Brasil foi seguido pelo Vale Rio de Janeiro em 22 de setembro de 2011, Vale Italia em 25 de outubro de 2011, Vale Malaysia em 27 de março de 2012, Vale Carajás em 29 de maio de 2012, e Vale Minas. Gerais em 13 de julho de 2012. O último navio Valemax construído pela DSME, o Vale Korea, foi entregue em 9 de abril de 2013. 

## Operadores
Além dos navios encomendados pela Vale, mais navios de porte semelhante seriam construídos para outras companhias marítimas e fretados à Vale sob contratos exclusivos de longo prazo.
Em 24 de maio de 2011, o Vale Brasil recebeu sua primeira carga no Terminal Marítimo de Ponta da Madeira, 391 mil toneladas de minério de ferro com destino a Dalian, na China. No entanto, o navio voltou para o Oceano Atlântico em junho, após contornar o Cabo da Boa Esperança, e foi redirecionado para Taranto, Itália.
Entre janeiro de 2012 e julho de 2015, o governo chinês proibiu oficialmente a entrada de graneleiros com capacidade superior a 300.000 toneladas nos portos chineses, a fim de proteger a indústria de frete nacional.

Vale Brasil comparado a outros navios.

Em 2015, a Vale vendeu quatro navios Valemax para a chinesa Cosco. A companhia planejou vender seus 11 navios Valemax remanescentes e alugá-los posteriormente, em contratos de afretamento de longo prazo. Em 2017, a Vale concluiu a venda de todos os seus 19 Valemax, com a venda de dois graneleiros para o Bocomm por US$ 178 milhões.
Em março de 2016, foi relatado que três empresas chinesas China Ocean Shipping (Group) Company (COSCO), China Merchants Energy Shipping e Banco Industrial e Comercial da China (ICBC) encomendaram uma segunda série de navios, com 30 navios Valemax de quatro estaleiros chineses com um preço total de US$ 2,5 bilhões. Entre 2016 e 2020, a empresa de navegação japonesa NS United encomendou à Japan Marine United três navios Valemax. No total, havia 68 Valemax em operação no mundo em 2020. 

## Polêmicas
Desde a sua introdução, as embarcações Valemax enfrentaram uma série de desafios. Alguns portos em todo o mundo se recusaram a recebê-los devido a suas dimensões consideráveis, o que poderia prejudicar as instalações portuárias. Além disso, houve preocupações com relação à segurança das embarcações Valemax, incluindo a possibilidade de danos ao meio-ambiente em caso de naufrágio ou vazamento de óleo. Não obstante, esses navios são considerados avançados em termos de eficiência energética e sustentabilidade.